# Jewett (New York)
Pour les articles homonymes, voir Jewett.
Jewett est une ville du comté de Greene, situé dans l'État de New York, aux États-Unis.